# Mikael IX Palaiologos
Mikael IX Palaiologos, född 1277, död 1320, var kejsardömet Bysans monark mellan år 1294 och 1320